# Ankylopteryx (Ankylopteryx) polygramma
Ankylopteryx (Ankylopteryx) polygramma is een insect uit de familie van de gaasvliegen (Chrysopidae), die tot de orde netvleugeligen (Neuroptera) behoort. 
Ankylopteryx (Ankylopteryx) polygramma is voor het eerst wetenschappelijk beschreven door Gerstäcker in 1894.